# Juzjnyj Ural Orsk
Juzjnyj Ural Orsk, ryska: Хоккейный клуб Южный Урал, är en ishockeyklubb från Orsk, Orenburg oblast i Ryssland. Ishockeyn kom till staden 1958 och 1959 ställde klubben upp i seriespel för första gången. Laget har spelat i sovjetiska och ryska andra- och tredjeligan och när VHL startades 2010 var man med och har spelat alla säsonger sedan dess, med en fjärdeplats i serien 2011/2012 som bästa resultat. I slutspelet har man nått kvartsfinal två gånger, 2013/2014 och 2016/2017. Namnet betyder södra Ural.